# 핫토리 요시히로 사살 사건
핫토리 요시히로(일본어: 服部 剛丈, 1975년 11월 22일 - 1992년 10월 17일)는 미국 루이지애나주 배턴루지에 AFS(American Field Service) 교환학생으로 왔다가 사망한 일본 사람이다. 핼러윈 파티에 초대받아 가던 중 다른 집을 파티 장소로 착각하여 들어갔다가, 도둑이 들어온 것으로 오인한 집 주인 로드니 피어스(Rodney Peairs)의 총에 맞아 사망했다. 피해자가 '꼼짝마(Freeze)'라는 영어를 못 알아듣고 총으로 위협하는 집주인에게 다가가다 총에 맞은 것이다. 로드니 피어스는 재판 결과 정당방위를 인정받아 무죄를 선고받았지만, 이 사건은 전 세계적으로 많은 관심을 불러 일으켰다.
서로 다른 문화권에 속한 사람들 사이에서 의사 소통이 제대로 이루어지지 않아 발생한 사건중 가장 비극적인 경우로 자주 인용한다. 특히 이 사건을 계기로 미국의 총기 소유에 대해 많은 논란을 불러 일으키기도 했다.

## 같이 보기
- 문화 충격(컬쳐 쇼크)
- 성의 원칙(캐슬 독트린)
- 빈센트 친의 사망사건(영어판)
- 스탠드 유어 그라운드 법